# 山谷林檎
山谷 林檎🍎（やまや りんご🍎、2002年11月30日 - ）は、りんごをモチーフにした日本の覆面レスラー。リングネームは絵文字の「🍎」まで含まれる。

## 来歴
2022年3月19日、矢巾町民総合体育館にて、5月5日にはまなす会館にてデビューすることが発表された。同シリーズの矢巾大会と仙台大会に訪れたお客様のみ素顔を知っている。5月5日、対MUSASHI戦でデビュー。8分31秒逆エビ固めで敗戦。試合後獣神サンダーライガーやケンドー・カシンを憧れにあげた。
2024年1月13日、仙台ヒルズホテルみちのくホール大会のバトルロイヤルでオーバーザトップロープながら初勝ち名乗りをあげた。翌日の滝沢市勤労者体育センター大会でも勝ち名乗りを上げ二日連続バトルロイヤル優勝を果たした。同年3月3日徳島大会の試合後東北タッグ王座にラッセとの青森タッグで挑戦を表明した。3月16日、矢巾町民総合体育館大会で景虎、義経組に挑戦し、景虎の隙を突きラ・マヒストラルで自力勝利。第35代東北タッグ王座を初戴冠した。

## 得意技
619

## 入場曲
- JAWAMEGI NIGHT!!（りんご娘）

## タイトル歴
- 東北タッグ王座